# Scarus
Scarus là một chi cá biển thuộc họ Cá mó. Phần lớn những loài trong chi này được tìm thấy ở khu vực Ấn Độ Dương - Thái Bình Dương, số còn lại xuất hiện ở Đông Thái Bình Dương và Tây Đại Tây Dương, và chỉ duy nhất loài S. hoefleri có phạm vi ở Đông Đại Tây Dương.

## Từ nguyên
Từ định danh của loài bắt nguồn từ tiếng Hy Lạp cổ đại là σκάρος (skáros), mang nghĩa là "gặm cỏ", cũng là tên thông thường của loài Sparisoma cretense, hàm ý đề cập đến việc S. cretense khi đó là loài cá duy nhất được biết đến là có khả năng "nhai lại như loài bốn chân".

## Hình thái và sinh thái học
Scarus có hai phiến răng ở hàm trên và dưới, có màu trắng hoặc xanh lục lam. Đối với cá đực, ở phía sau phiến răng của mỗi hàm, thường là hàm trên, còn có thêm các răng nanh; cá cái không có đặc điểm này. Phiến răng của Scarus luôn được che phủ bởi môi, không lộ ra ngoài như Chlorurus. Bằng cách dùng phiến răng cứng chắc của mình, Scarus có thể cạo những lớp tảo bám trên các mỏm đá, san hô hay đào xới nền đáy biển.
Số gai ở vây lưng: 9; Số tia vây ở vây lưng: 10; Số gai ở vây hậu môn: 3; Số tia vây ở vây hậu môn: 9.
Scarus hầu hết là những loài dị hình giới tính. Cá đực thường có tông màu pha trộn giữa xanh lục và xanh lam. Cá đực có hai thùy đuôi dài hơn cá cái, tạo thành hình lưỡi liềm ở vây đuôi ở cá đực của một số loài. Nhiều loài Scarus được công nhận là loài lưỡng tính tiền nữ (cá cái có thể chuyển đổi giới tính thành cá đực). Cá đực mới thuần thục sinh dục có thể vẫn còn mang kiểu hình của cá cái.
Scarus trưởng thành có chiều dài cơ thể được ghi nhận dao động trong khoảng từ 30 đến 70 cm, riêng S. guacamaia và S. coeruleus có thể đạt đến chiều dài là 120 cm, trở thành những loài lớn nhất được biết đến trong chi này.
Trước khi ngủ, một số loài Scarus cũng như Chlorurus sẽ tiết ra dịch nhầy để tạo thành một cái kén bọc lấy cơ thể. Mục đích của việc làm này là để bảo vệ chúng khỏi sự tấn công của những loài ký sinh (như họ Gnathiidae). Quá trình tạo kén nhầy này mất khoảng 45–60 phút vào mỗi đêm.

## Các loài

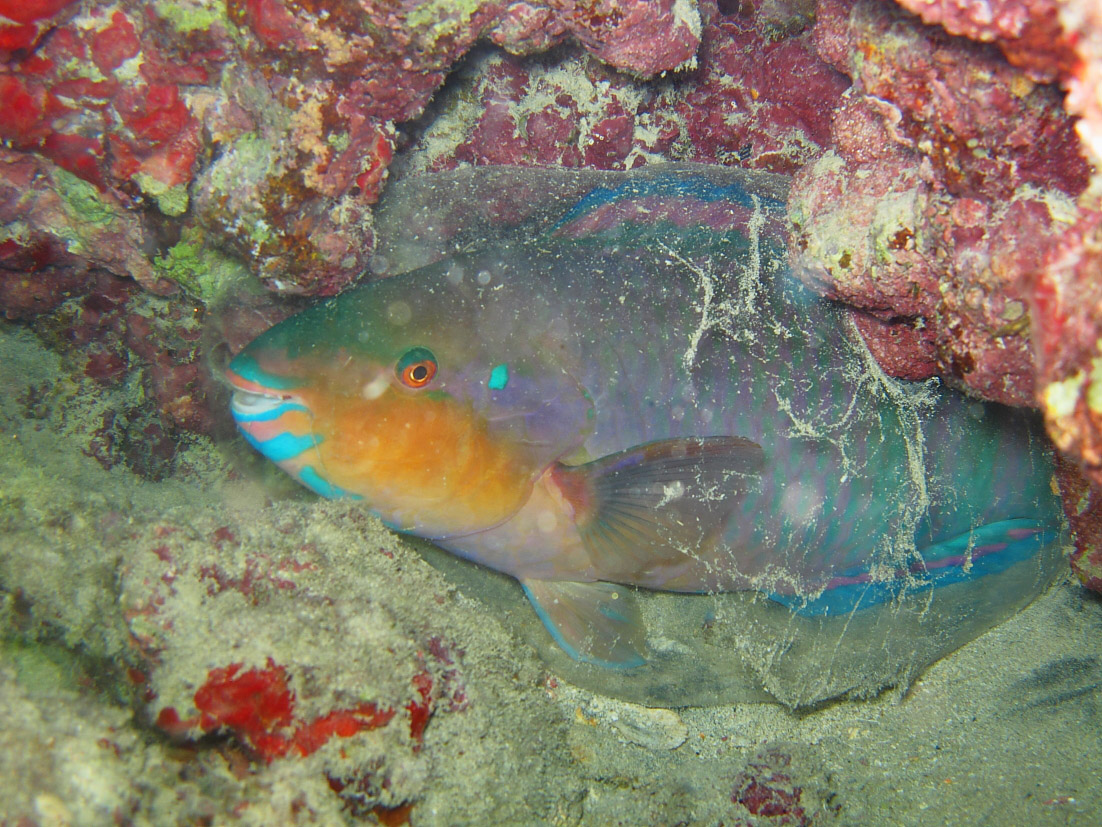
Một cá thể Scarus đang ngủ trong kén nhầy

Với 52 loài được công nhận là hợp lệ, Scarus là chi cá mó có số lượng thành viên đông nhất, bao gồm:
- Scarus altipinnis (Steindachner, 1879)
- Scarus arabicus (Steindachner, 1902)
- Scarus caudofasciatus (Günther, 1862)
- Scarus chameleon Choat & Randall, 1986
- Scarus chinensis (Steindachner, 1867)
- Scarus coelestinus Valenciennes, 1840
- Scarus coeruleus (Edwards, 1771)
- Scarus collana Rüppell, 1835
- Scarus compressus (Osburn & Nichols, 1916)
- Scarus dimidiatus Bleeker, 1859
- Scarus dubius (Bennett, 1828)
- Scarus falcipinnis (Playfair, 1868)
- Scarus ferrugineus Forsskål, 1775
- Scarus festivus Valenciennes, 1840
- Scarus flavipectoralis Schultz, 1958
- Scarus forsteni (Bleeker, 1861)
- Scarus frenatus Lacépède, 1802
- Scarus fuscocaudalis Randall & Myers, 2000
- Scarus fuscopurpureus (Klunzinger, 1871)
- Scarus ghobban Forsskål, 1775
- Scarus globiceps Valenciennes, 1840
- Scarus guacamaia Cuvier, 1829
- Scarus hoefleri (Steindachner, 1881)
- Scarus hypselopterus Bleeker, 1853
- Scarus iseri (Bloch, 1789)
- Scarus koputea Randall & Choat, 1980
- Scarus longipinnis Randall & Choat, 1980
- Scarus maculipinna Westneat, Satapoomin & Randall, 2007
- Scarus niger Forsskål, 1775
- Scarus obishime Randall & Earle, 1993
- Scarus oviceps Valenciennes, 1840
- Scarus ovifrons Temminck & Schlegel, 1846
- Scarus perrico Jordan & Gilbert, 1882
- Scarus persicus Randall & Bruce, 1983
- Scarus prasiognathos Valenciennes, 1840
- Scarus psittacus Forsskål, 1775
- Scarus pyrrostethus Richardson, 1846
- Scarus quoyi Valenciennes, 1840
- Scarus rivulatus Valenciennes, 1840
- Scarus rubroviolaceus Bleeker, 1847
- Scarus russelii Valenciennes, 1840
- Scarus scaber Valenciennes, 1840
- Scarus schlegeli Bleeker, 1861
- Scarus spinus (Kner, 1868)
- Scarus taeniopterus Lesson, 1829
- Scarus tricolor Bleeker, 1847
- Scarus trispinosus Valenciennes, 1840
- Scarus vetula Bloch & Schneider, 1801
- Scarus viridifucatus (Smith, 1956)
- Scarus xanthopleura Bleeker, 1853
- Scarus zelindae Moura, Figueiredo & Sazima, 2001
- Scarus zufar Randall & Hoover, 1995